# John Mills-Cockell
John Mills-Cockell (* 19. Mai 1943 in Toronto, Ontario) ist ein kanadischer Komponist.

## Leben
Mills-Cockell studierte am Konservatorium und der Universität von Toronto Klavier bei John Coveart, Komposition bei Samuel Dolin und elektronische Musik bei Gustav Ciamaga. 1967 gewann er den BMI Student Composer Awards für seine Movements für Orchester und Reverberation für Soloposaune und zwei Tonbänder.
Seit 1966 gehörte er der Mixed-Media-Gruppe „Intersystem“ (mit dem Bildhauer Michael Hayden, dem Architekten Dik Zander und dem Lyriker Blake Parker) an, die eine Kompositions- und Interpretationsmethode verfolgte, bei der Musik, Film und bildende Kunst integriert werden. Mit der Gruppe Syrinx gab er zwischen 1970 und
1972 Konzerte, trat im Rundfunk auf und spielte die Alben Syrinx und Long Lost Relatives ein.
Nach einem Englandaufenthalt kehrte er 1974 nach Kanada zurück, wo er seither vorrangig als Komponist wirkt. Neben zahlreichen Mixed-Media-Stücken komponierte Mills-Cockell Stücke für kammermusikalische Besetzung und für elektronische Instrumente sowie Film- und Theatermusiken.

## Werke
- Starscape. Ballett, 1971
- For Internal Use Only. Ballett, 1971
- January Tree. Ballett, 1971
- Lies (von Jonathon Reid und Peter Walsh), Filmmusik, 1976
- The Clown Murders (von Martyn Burke), Filmmusik, 1976
- Deflections, Ballett, 1976
- Deadly Harvest (von Martin Lager, Regie Timothy Bond), deutsch 1993 – Welt im Chaos, Filmmusik, 1977
- Mondo Strip (von Paul Fulford, Regie Anthony Kramreither), Filmmusik, 1980
- Monster im Nachtexpreß (Terror Train, von T. Y. Drake, Regie Roger Spottiswoode), Filmmusik, 1980
- Humongous (von William Gray, Regie Paul Lynch), Filmmusik, 1982
- Moving Targets (von Ian Sutherland, Regie John Trent), Filmmusik, 1983
- A Midsummer Night’s Dream (von William Shakespeare), Schauspielmusik, 1983
- Striker’s Mountain (Im Reich der weißen Berge) (von Wendy Wacko und Pete White, Regie Alan Simmonds), Filmmusik, 1985
- The Little Vampire (Der kleine Vampir), Filmmusik, 1986
- Romeo and Juliet (von Shakespeare), Schauspielmusik, 1986
- The Tempest (von Shakespeare), Schauspielmusik, 1987
- Labor of Love (Regie: René Bonnière), Filmmusik, 1990
- Mom, Dad, I’m Living with a White Girl (von Marty Chan), Schauspielmusik, 1996
- Running Dog, Paper Tiger, Schauspielmusik, 1997
- Sisters, Schauspielmusik, 1997
- Atlantis (von Maureen Hunter), Schauspielmusik, 1998
- Mrs. Warren’s Profession (von George Bernard Shaw), Schauspielmusik, 1998
- An Ideal Husband (von Oscar Wilde), Schauspielmusik, 1999
- The Attic, The Pearls & 3 Fine Girls, Schauspielmusik, 1999
- Coronation Voyage (Le Voyage du Couronnement von Michel Marc Bouchard), Schauspielmusik, 2000
- Hard Times (von Charles Dickens), Schauspielmusik, 2000
- All’s Well That Ends Well (von Shakespeare), Schauspielmusik, 2001
- Peer Gynt (von Henrik Ibsen), Schauspielmusik, 2002
- Exchange (von William Bruce Davis), Filmmusik, 2003
- The Taming of the Shrew (von Shakespeare), Schauspielmusik, 2003
- He Who Gets Slapped (von Leonid Nikolajewitsch Andrejew), Schauspielmusik, 2003
- Packing Up (von William B. Davis), Filmmusik, 2004
- Trying (von Joanna Glass), Schauspielmusik, 2005
- Tyrants (von Paul Ledoux und Jacob Richmond), Schauspielmusik, 2006
- 49th and Main (von William B. Davis und Barbara Ellison, Regie Tom Braidwood), Filmmusik, 2006
- Honour (von Joanna Murray-Smith), Schauspielmusik (mit Pamela Highbaugh Aloni, Cello), 2006
- Reverse (von William B. Davis), Filmmusik, 2008
- Skylight (von David Hare), Schauspielmusik, 2008